# Organisation pour le développement des énergies nouvelles et des technologies industrielles

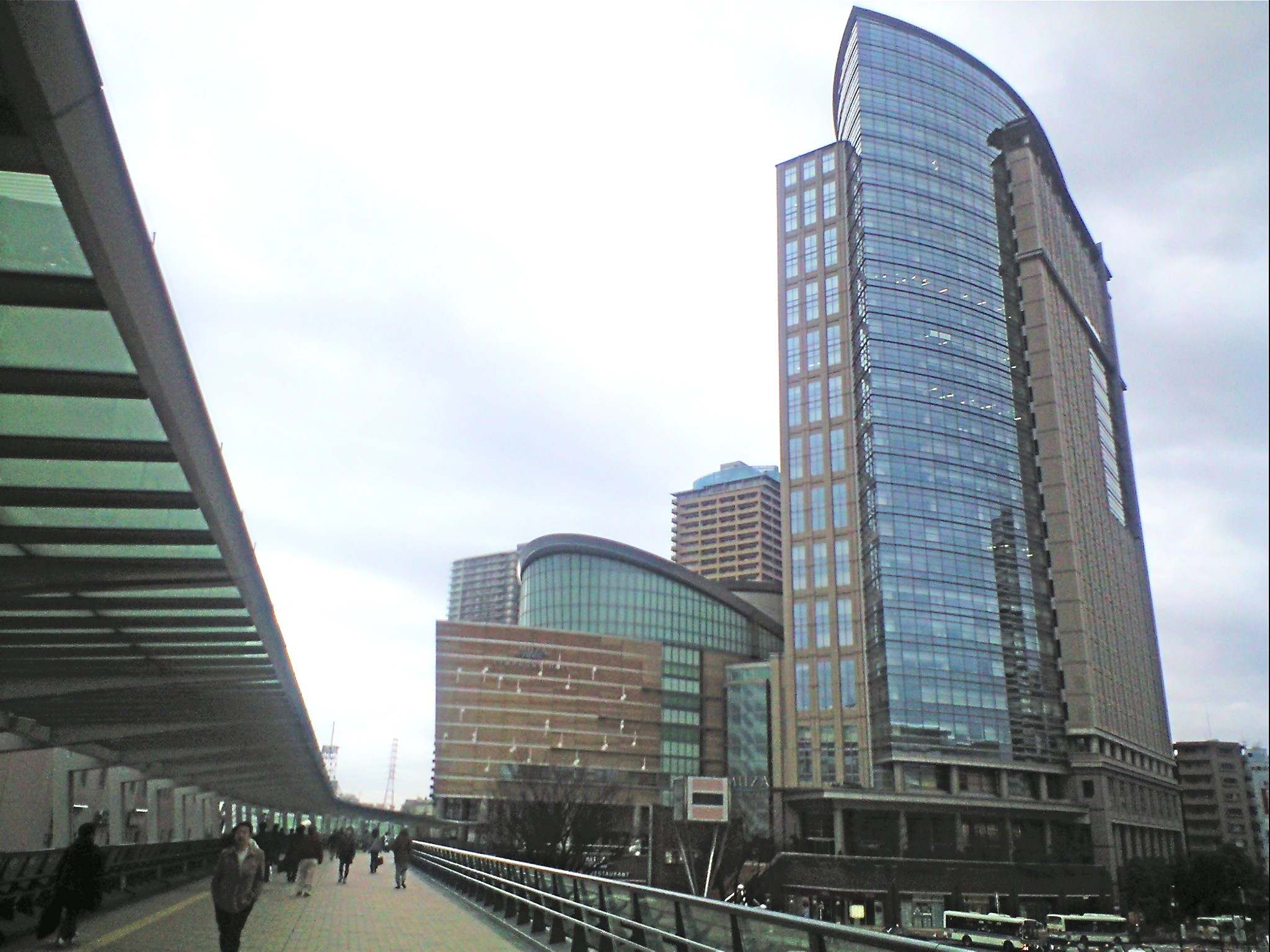
Tour occupée par le NEDO.

L'Organisation pour le développement des énergies nouvelles et des technologies industrielles' ((ja) 新エネルギー・産業技術総合開発機構), également connu sous son acronyme anglais NEDO, est le plus important des organismes  japonais consacré à la recherche, au développement et à la promotion des technologies industrielles et énergétiques environnementales. Créé le 1er octobre 1980 à la suite des premières crises du pétrole de 1973 et 1978, cette organisation a pour mission de développer des solutions alternatives à l'utilisation des énergies fossiles afin de réduire la dépendance du Japon vis-à-vis des sources d'énergie importées et contribuer à stabiliser la consommation d'énergie mondiale. Le NEDO est depuis 2009 une Institution administrative indépendante. En 2009 le NEDO employait environ 1 000 personnes avec des bureaux situés à Hokkaido, Kansai et Kyushu ainsi que des représentations à l'étranger. La même année son budget était de 274 milliards de yens soit environ 2 milliards €.